# Бугское казачье войско
Бугское казачье войско — иррегулярное казачье войско в составе Русской императорской армии, созданное в 1803 году из представителей задунайских христианских народов. Войско располагалось вдоль реки Южный Буг; расформировано в 1817 году.

## История

### 1769—1803
Войско ведет свою историю от отряда (кавалерийского полка), сформированного турецким командованием Османской империи в 1769 году из представителей задунайских христианских народов (молдаван, сербов, валахов, болгар и других).
В 1769 году под Хотином полк во главе с командиром П. М. Скаржинским перешёл на сторону России и в дальнейшем принял участие в войне против Турции.
После окончания войны, в 1775 году полк был расселён на левобережье Южного Буга до станицы Соколы, ставшем границей между Россией и Турцией, и нёс пограничную службу. 
В дальнейшем, Бугский казачий полк участвовал в русско-турецкой войне 1787—1791 гг., в ходе которой казаки принимали участие в штурмах крепостей Очакова и Измаила, они также воевали на Кинбурнской косе, отличились под Бендерами, Аккерманом и у Килии.
За храбрость при взятии Очакова орденом Святого Георгия 4 класса был награждён полковник 2-го Бугского казачьего полка П. М. Скаржинский (впоследствии имел именье Мигеи на Буге).
За храбрость при взятии Измаила орденом Святого Георгия 4 класса были награждены подполковник А. П. Орлов и Измаил Бей-Атажухов.
В 1788—1796 гг. полк входил в состав Екатеринославского казачьего войска. В это время численность полка увеличивается за счёт бывших крепостных крестьян, выкупленных правительством у помещиков, живших между Бугом и Ингульцом, для военного управления войском были назначены старшины из Донского войска, в гражданских делах оно подчинялось губернским властям.
В 1797—1800 гг. казаки были переведены в разряд государственных крестьян.
В 1800 году полк был расформирован (всего к этому времени насчитывалось 6383 бугских казаков мужского пола, проживавших в Елисаветградском, Ольвиопольском и Херсонском уездах).
В 1801 году бывшие казаки выбрали из своей среды поверенным войскового старшину Хмельницкого, который подал прошение императору Павлу I о восстановлении в казачьем сословии. Ходатайство было рассмотрено в особом совещании и в 1803 году решением Александра I было создано Бугское казачье войско, задачей которого стало несение кордонной сторожевой службы на приграничных землях по берегу реки Днестр.

### 1803 — 1817
Бугское казачье войско было создано в 1803 году в составе трех полков пятисотенного состава, один из которых постоянно находился на Днестре, в его состав, кроме бывших казаков, зачислили ещё 600 болгар, поселившихся на землях казачьего войска. Войску было предоставлено право пополнять свой состав за счёт единоплеменных беженцев с Балкан (молдаван, валахов, болгар и других), но запрещалось принимать в казаки или селить на войсковых землях крестьян.
Войсковым атаманом Бугского войска был назначен генерал-майор Краснов Донского казачьего войска. Назначение вызвало волнения, закончившиеся преданием суду руководителей старшин.
Центром войска c 1803 года стала станица Соколы. В станице Соколы находился первый штаб Бугского казачьего войска.
В русско-турецкой войне 1806—1812 гг. бугское казачье войско участвовало в боевых действиях в Молдавии, Валахии, вновь штурмовало Измаил. В результате войны граница была перенесена с Днестра на Прут и Дунай.
В Отечественную войну 1812 г. три полка бугских казаков общей численность в 1,5 тыс. солдат действовали в составе корпуса генерала М. И. Платова. В отряде Дениса Давыдова воевали бугские казаки под командованием ротмистра А. Н. Чеченского, который за отличие был награждён орденом Святого Георгия 4 степени. Бугский полк участвовал в Заграничном походе 1813—1814 гг., в том числе во взятии Парижа.
В 1817 г. войско было переведено в разряд военных поселений. Это решение вызвало недовольство казаков, что вылилось в восстание в июле-сентябре 1817 г., для подавления которого было привлечено более 10 тыс. чел. войск. Зачинщики восстания были приговорены к смертной казни, заменённой шпицрутенами и отдачей в солдаты.
19 декабря 1817 вместе с двумя другими полками войско было реорганизовано в Бугскую уланскую дивизию русской армии, из казаков было сформировано четыре уланских полка (7-й Ольвиопольский, 8-й Вознесенский, 9-й Бугский и 10-й Одесский).